# Heads (album de Bob James)
Pour les articles homonymes, voir Head.
Albums de Bob James
BJ 4
(1977) Touchdown
(1978)
Heads est un album de Bob James.

## Liste des titres
1. Heads
2. We're All Alone
3. I'm In You
4. Night Crawler
5. You Are So Beautiful
6. One Loving Night

## Musiciens
- Alphonso Johnson Guitare basse
- Bob James Piano, Synthé Fender Rhodes
- Eric Gale Guitare, Guitare électrique
- Jon Faddis Cuivres
- Ralph MacDonald Percussion
- Randy Brecker Cuivres
- Richard Tee Claviers
- Steve Gadd Batterie
- Steve Khan Guitare
- Grover Washington, Jr. Saxophone tenor et alto
- Idris Muhammad Batterie